# 카타르 항공의 운항 노선
2020년 7월 기준, 카타르 항공은 다음과 같은 노선을 운항하고 있다.
그러나 2017년 사우디아라비아를 포함한 서남아시아 및 아프리카 국가가 카타르와 일시적 단교를 선언함에 따라 중동 노선은 무기한 중단되었으나 2021년, 관계 정상화에 따라 단계적으로 운항을 재개 중이다.
- 화물 - 카타르 항공 카고만 취항하는 지역.[9]
- * - 화물기와 여객기가 동시에 취항하는 지역.

## 운항 노선

### 아시아

#### 동아시아
- 대한민국
  - 서울 - 인천국제공항
- 중화인민공화국
  - 베이징 - 베이징 다싱 국제공항
  - 광저우 - 광저우 바이윈 국제공항 *
  - 상하이 - 상하이 푸둥 국제공항 *
  - 청두 - 청두 톈푸 국제공항
  - 충칭 - 충칭 장베이 국제공항
  - 항저우 - 항저우 샤오산 국제공항
- 마카오
  - 마카오 - 마카오 국제공항 화물
- 홍콩
  - 홍콩 - 홍콩 첵랍콕 국제공항 *
- 일본
  - 도쿄 - 나리타 국제공항
  - 오사카 - 간사이 국제공항 *[10][11]

#### 동남아시아
- 말레이시아
  - 쿠알라룸푸르 - 쿠알라룸푸르 국제공항
  - 페낭 - 페낭 국제공항
- 미얀마
  - 양곤 - 양곤 국제공항
- 베트남
  - 하노이 - 노이바이 국제공항 *
  - 호치민 시 - 떤선녓 국제공항 *
- 싱가포르
  - 싱가포르 - 싱가포르 창이 국제공항 *
- 인도네시아
  - 자카르타 - 수카르노 하타 국제공항
  - 덴파사르 - 응우라라이 국제공항
- 캄보디아
  - 프놈펜 - 프놈펜 국제공항 *
  - 씨엠립 - 씨엠립 앙코르 국제공항[12]
- 태국
  - 방콕 - 수완나품 국제공항 *
  - 끄라비 - 끄라비 국제공항
  - 치앙마이 - 치앙마이 국제공항
  - 푸껫 - 푸껫 국제공항
- 필리핀
  - 마닐라 - 니노이 아키노 국제공항
  - 다바오 - 프란시스코 방고이 국제공항
  - 세부 - 막탄 세부 국제공항[12]

#### 남아시아
- 네팔
  - 카트만두 - 트리부반 국제공항
- 몰디브
  - 말레 - 말레 국제공항
- 방글라데시
  - 다카 - 샤잘랄 국제공항 *
  - 치타공 - 샤아마낫 국제공항
- 스리랑카
  - 콜롬보 - 반디라나이케 국제공항 *
- 인도
  - 델리 - 인디라 간디 국제공항 *
  - 고아 - 마노하르 국제공항[13]
  - 나그푸르 - 빔라오 람지 암베드카르 국제공항
  - 뭄바이 - 차트라파티 시바지 국제공항 *
  - 방갈로르 - 방갈로르 국제공항 *
  - 아메다바드 - 발라바이 파텔 국제공항 *
  - 암리차르 - 라자사시 국제공항
  - 첸나이 - 첸나이 국제공항 *
  - 코지코데 - 캘리컷 국제공항
  - 코치 - 코친 국제공항
  - 콜카타 - 네타지 수바시 찬드라 보스 국제공항 *
  - 트리반드룸 - 트리반드룸 국제공항
  - 하이데라바드 - 라지브 간디 국제공항 *

#### 서남아시아
- 레바논
  - 베이루트 - 베이루트 라픽 국제공항 *
- 바레인
  - 마나마 - 바레인 국제공항 *[14]
- 사우디아라비아
  - 리야드 - 킹 칼리드 국제공항[15]
  - 가심 - 프린스 나예프 빈 압둘아지즈 국제공항
  - 네옴베이 - 네옴베이 공항
  - 담맘 - 킹 파드 국제공항[15]
  - 메디나 - 프린스 모하메드 빈 압둘아지즈 국제공항
  - 아브하 - 아브하 공항[16]
  - 알울라 - 프린스 압둘 마지드 빈 압둘아지즈 국제공항
  - 얀부 - 얀부 공항
  - 제다 - 킹 압둘아지즈 국제공항[15]
  - 타부크 - 타부크 공항
  - 타이프 - 타이프 공항
- 아랍에미리트
  - 아부다비 - 아부다비 국제공항[17]
  - 두바이 - 두바이 국제공항[17]
  - 라스알카이마 - 라스알카이마 국제공항
  - 샤르자 - 샤르자 국제공항[18]
- 오만
  - 무스카트 - 무스카트 국제공항 *
  - 소하르 - 소하르 국제공항
  - 살랄라 - 살랄라 공항
- 요르단
  - 암만 - 퀸 알리아 국제공항 *
- 이라크
  - 바그다드 - 바그다드 국제공항
  - 나자프 - 알 나자프 국제공항
  - 바스라 - 바스라 국제공항
  - 에르빌 - 에르빌 국제공항
- 이란
  - 테헤란 - 테헤란 이맘 호메이니 국제공항
  - 마쉬하드 - 마쉬하드 국제공항
  - 쉬라즈 - 쉬라즈 국제공항
  - 이스파한 - 이스파한 국제공항
- 카타르
  - 도하 - 하마드 국제공항 허브
- 쿠웨이트
  - 쿠웨이트 시티 - 쿠웨이트 국제공항 *
- 파키스탄
  - 이슬라마바드 - 이슬라마바드 국제공항
  - 라호르 - 알라마 이크발 국제공항 *
  - 물탄 - 물탄 국제공항
  - 시알코트 - 시알코트 국제공항 화물
  - 카라치 - 진나 국제공항 *
  - 파이슬라바드 - 파이슬라바드 국제공항
  - 페샤와르 - 페샤와르 국제공항

#### 중앙아시아
- 아르메니아
  - 예레반 - 츠바르츠노트 국제공항
- 아제르바이잔
  - 바쿠 - 헤이다르 알리예프 국제공항
- 우즈베키스탄
  - 타슈켄트 - 타슈켄트 국제공항[19]
- 조지아
  - 트빌리시 - 트빌리시 국제공항
- 카자흐스탄
  - 아스타나 - 누르술탄 나자르바예프 국제공항[12]
  - 알마티 - 알마티 국제공항 *[12]

### 아프리카

#### 서아프리카
- 가나
  - 아크라 - 코토카 국제공항 *[12]
- 나이지리아
  - 라고스 - 무르탈라 모하메드 국제공항 *[12]

#### 남아프리카
- 남아프리카 공화국
  - 케이프타운 - 케이프타운 국제공항
  - 더반 - 킹 샤카 국제공항
  - 요하네스버그 - OR 탐보 국제공항 *
- 앙골라
  - 루안다 - 콰트루 드 페베레이루 공항[12][20]

#### 동아프리카
- 세이셸
  - 마헤 - 세이셸 국제공항
- 소말리아
  - 모가디슈 - 아덴아데 국제공항
- 우간다
  - 엔테베 - 엔테베 국제공항 *
- 케냐
  - 나이로비 - 조모 케냐타 국제공항 *
- 탄자니아
  - 다르에스살람 - 줄리어스 니에레 국제공항

#### 북아프리카
- 모로코
  - 라바트 - 라바트 살레 국제공항
  - 카사블랑카 - 모하메드 V 국제공항
  - 마라케시 - 마라케시 메니라 공항
- 알제리
  - 알제 - 우아리 부마디엔 공항
- 이집트
  - 카이로 - 카이로 국제공항[21]
  - 알렉산드리아 - 보르그엘아랍 국제공항[21]
- 튀니지
  - 튀니스 - 튀니스 카르타고 국제공항 *

### 유럽

#### 서유럽
- 영국
  - 런던
    - 런던 히드로 국제공항 *
    - 런던 개트윅 국제공항
    - 런던 스탠스테드 공항 화물

  - 맨체스터 - 맨체스터 공항
  - 버밍엄 - 버밍엄 공항
  - 에든버러 - 에든버러 공항
- 프랑스
  - 파리 - 파리 샤를 드 골 국제공항 *
  - 니스 - 니스 코트다쥐르 국제공항
  - 리옹 - 생택쥐페리 국제공항[12]
  - 뮐루즈 - 유로 에어포트 화물
- 독일
  - 베를린 - 베를린 브란덴부르크 국제공항
  - 뮌헨 - 뮌헨 국제공항
  - 프라이부르크 - 유로 에어포트 화물
  - 프랑크푸르트 - 프랑크푸르트 국제공항 *
  - 함부르크 - 함부르크 공항[22]
- 아일랜드
  - 더블린 - 더블린 국제공항
- 네덜란드
  - 암스테르담 - 암스테르담 스키폴 국제공항 *
  - 마스트리흐트 - 마스트리흐트 아헨 공항 화물
- 룩셈부르크
  - 룩셈부르크 시티 - 룩셈부르크 핀델 국제공항 화물
- 벨기에
  - 브뤼셀 - 브뤼셀 국제공항 *
  - 리에주 - 리에주 공항 화물
  - 오스텐드 - 오스텐드 브루제 국제공항 화물

#### 중유럽
- 스위스
  - 제네바 - 제네바 국제공항
  - 취리히 - 취리히 국제공항
  - 바젤 - 유로 에어포트 화물
- 오스트리아
  - 빈 - 빈 국제공항

#### 남유럽
- 그리스
  - 아테네 - 아테네 국제공항
  - 미키노스 - 미키노스 국제공항 계절편
  - 산토리니 - 산토리니 국제공항
  - 테살로니키 - 테살로니키 국제공항
- 북마케도니아
  - 스코페 - 스코페 국제공항
- 몰타
  - 발레타 - 몰타 국제공항
- 보스니아 헤르체고비나
  - 사라예보 - 사라예보 국제공항
- 세르비아
  - 베오그라드 - 베오그라드 니콜라 테슬라 국제공항
- 스페인
  - 마드리드 - 마드리드 바라하스 국제공항 *
  - 바르셀로나 - 바르셀로나 엘프라트 국제공항 *
  - 말라가 - 말라가 공항 계절편
  - 사라고사 - 사라고사 공항 화물
- 이탈리아
  - 로마 - 레오나르도 다 빈치 국제공항
  - 밀라노 - 밀라노 말펜사 국제공항 *
  - 베니스 - 베니스 마르코 폴로 국제공항
  - 피사 - 피사 국제공항
- 크로아티아
  - 자그레브 - 자그레브 국제공항
  - 두브로브니크 - 두브로브니크 공항[23]
- 키프로스
  - 라르나카 - 라르나카 국제공항
- 튀르키예
  - 앙카라 - 에센보아 국제공항
  - 이스탄불
    - 이스탄불 사비하괵첸 국제공항
    - 이스탄불 아르나부코이 국제공항

  - 밀라스 - 밀라스 보드룸 공항 계절편
  - 아다나 - 사키르파샤 공항 계절편
  - 안탈리아 - 안탈리아 공항
  - 이즈미르 - 아드난 멘데레스 공항
  - 트라바존 - 트라바존 공항[12]
  - 하타이 - 하타이 공항
- 포르투갈
  - 리스본 - 리스본 포르텔라 국제공항

#### 동유럽
- 러시아
  - 모스크바 - 세례메티예보 국제공항
  - 상트페테르부르크 - 풀코보 국제공항
- 루마니아
  - 부쿠레슈티 - 헨리 코안더 국제공항
- 불가리아
  - 소피아 - 소피아 국제공항
- 폴란드
  - 바르샤바 - 바르샤바 프레드릭 쇼팽 국제공항 *
- 체코
  - 프라하 - 프라하 바츨라프 하벨 국제공항 *
- 헝가리
  - 부다페스트 - 부다페스트 페리 헤지 국제공항 *

#### 북유럽
- 노르웨이
  - 오슬로 - 오슬로 가르데르모엔 국제공항 *
- 덴마크
  - 코펜하겐 - 코펜하겐 카스트럽 국제공항
- 스웨덴
  - 스톡홀름 - 스톡홀름 알란다 국제공항
  - 예테보리 - 예테보리 란드베터 공항

### 아메리카

#### 북아메리카
- 미국
  - 워싱턴 D.C. - 워싱턴 덜레스 국제공항
  - 뉴욕 - 뉴욕 존 F. 케네디 국제공항 *
  - 댈러스 - 댈러스 포트워스 국제공항 *
  - 라스베가스 - 매캐런 국제공항
  - 로스엔젤레스 - 로스엔젤레스 국제공항 *
  - 마이애미 - 마이애미 국제공항 *
  - 보스턴 - 보스턴 로건 국제공항
  - 샌프란시스코 - 샌프란시스코 국제공항 *
  - 시애틀 - 시애틀 타코마 국제공항
  - 시카고 - 시카고 오헤어 국제공항 *
  - 애틀랜타 - 하츠필드 잭슨 애틀랜타 국제공항
  - 휴스턴 - 조지 부시 인터콘티넨털 공항 *
- 캐나다
  - 몬트리올 - 몬트리올 피에르 엘리오트 트뤼도 국제공항
  - 토론토 - 토론토 피어슨 국제공항[24]
- 멕시코
  - 멕시코시티 - 멕시코시티 국제공항 화물
  - 과달라하라 - 미겔 이달고 이 코스티야 국제공항 화물

#### 남아메리카
- 브라질
  - 리우데자네이루 - 리우데자네이루 갈레앙 국제공항
  - 상파울루 - 상파울루 구아룰류스 국제공항 *
  - 캄피나스 - 비라코푸스 캄피나스 국제공항 화물
- 아르헨티나
  - 부에노스아이레스 - 미니스토로 피스타리니 국제공항 화물
- 에콰도르
  - 키토 - 마리스칼 수크레 국제공항 화물
- 칠레
  - 산티아고 - 아르투로 메리노 베니테스 국제공항 *
- 콜롬비아
  - 보고타 - 엘도라도 국제공항 화물

### 오세아니아
- 뉴질랜드
  - 오클랜드 - 오클랜드 국제공항
- 오스트레일리아
  - 멜버른 - 멜버른 공항 *
  - 브리즈번 - 브리즈번 공항[25]
  - 시드니 - 시드니 킹스포드 스미스 국제공항
  - 애들레이드 - 애들레이드 공항
  - 퍼스 - 퍼스 공항 *

## 과거 취항지

### 아시아

#### 동아시아
- 중화인민공화국
  - 베이징 - 베이징 수도 국제공항
  - 청두 - 청두 솽류 국제공항
- 일본
  - 도쿄 - 하네다 국제공항[26]

#### 동남아시아
- 말레이시아
  - 랑카위 - 랑카위 국제공항
  - 조호르바루 – 세나이 국제공항 화물
- 베트남
  - 다낭 - 다낭 국제공항
- 인도네시아
  - 메단 - 쿠알라나무 국제공항
- 태국
  - 방콕 - 돈므앙 국제공항
  - 파타야 - 우타파오 국제공항

#### 남아시아
- 인도
  - 고아 - 다볼림 국제공항[13]

#### 서남아시아
- 사우디아라비아
  - 호푸프 - 알 아샤 공항 - (2017년 외교위기로 인하여 무기한 운항중단)[27]
- 시리아
  - 다마스쿠스 - 다마스쿠스 국제공항
  - 알레포 - 알레포 국제공항
- 아랍에미리트
  - 두바이 - 알막툼 국제공항 - (2017년 외교위기로 인하여 무기한 운항중단)[27]
- 아프가니스탄
  - 카불 - 카불 국제공항
- 예멘
  - 사나 - 사나 국제공항
- 카타르
  - 도하 - 도하 국제공항
- 파키스탄
  - 이슬라마바드 - 베나지르 부토 국제공항

### 아프리카

#### 남아프리카
- 나미비아
  - 빈트후크 - 빈트후크 호세아 쿠타코 국제공항

#### 동아프리카
- 르완다
  - 키갈리 - 키갈리 국제공항 *
- 에리트레아
  - 아스마라 - 아스마라 국제공항
- 케냐
  - 몸바사 - 모이 국제공항

#### 북아프리카
- 리비아
  - 트리폴리
    - 미티가 국제공항
    - 트리폴리 국제공항
- 수단
  - 하르툼 - 하르툼 국제공항 *
- 이집트
  - 룩소르 - 룩소르 국제공항 - (2017년 외교위기로 인하여 무기한 운항중단)[27]
  - 샤름엘셰이크 - 샤름엘셰이크 국제공항

### 유럽

#### 서유럽
- 영국
  - 카디프 - 카디프 공항
- 프랑스
  - 툴루즈 - 툴루즈 블라냑 공항[28]
- 독일
  - 베를린 - 베를린 테겔 국제공항
  - 슈투트가르트 - 슈투트가르트 공항
  - 프랑크푸르트 - 프랑크푸르트 한 공항 화물

#### 동유럽
- 튀르키예
  - 이스탄불 - 이스탄불 아타튀르크 국제공항

- 러시아
  - 모스크바 - 도모데도보 국제공항
  - 예카테린부르크 - 콜초보 국제공항 화물
- 우크라이나
  - 키이우 - 보리스필 국제공항 *
  - 오데사 - 오데사 국제공항

#### 북유럽
- 노르웨이
  - 스타방게르 - 스타방게르 공항 화물
- 핀란드
  - 헬싱키 - 헬싱키 반타 국제공항

### 아메리카

#### 북아메리카
- 미국
  - 뉴어크 - 뉴어크 리버티 국제공항[29]
  - 피츠버그 - 피츠버그 국제공항 화물
  - 필라델피아 - 필라델피아 국제공항
- 캐나다
  - 핼리팩스 - 핼리팩스 스탠필드 국제공항 화물

#### 남아메리카
- 페루
  - 리마 - 호르헤 차베스 국제공항 화물

### 오세아니아
- 오스트레일리아
  - 캔버라 - 캔버라 국제공항